# Luís Lasagna
Dom Luís Lasagna, nascido Luigi Giuseppe Lasagna (Montemagno, 3 de março de 1850 — Juiz de Fora, 6 de novembro de 1895), foi um bispo italiano, fundador das obras salesianas no Brasil e no Uruguai.

## Biografia
Em 1862, entra para o Oratório de Turim (Valdocco) para cursar o ginásio. Três anos mais tarde, transfere-se para o colégio de Mirabello, sob a direção de Pe. Giovanni Bonetti. Através de Dom Bosco, tornou-se salesiano e foi enviado para a segunda expedição missionária, destinada à América Latina, em 1876. Dom Luís Lasagna iniciou a obra salesiana no Uruguai e torna-se diretor do Colégio de Villa Colón. Em 1881, inaugura um observatório meteorológico em solo uruguaio, fundando posteriormente uma universidade católica e uma escola superior de agricultura. Em 1883, dá início à obra salesiana no Brasil.
Em 10 de março de 1893, é eleito pelo Papa Leão XIII como bispo titular de Oea e ordenado em 12 de março seguinte pelas mãos do cardeal Lucido Parocchi. Os co-consagradores foram o Arcebispo Alessandro Grossi e o Bispo Giovanni Cagliero, SDB.
Faleceu em 1895 em Juiz de Fora, aos 45 anos, vítima de um grave acidente ferroviário, quando dois comboios da Estrada de Ferro Central do Brasil haviam se chocado na curva da Rua da União, próximo à Estação Mariano Procópio. Dom Lasagna foi encontrado entre dois bancos, com o peito totalmente comprimido. No mesmo acidente, também morreram sete irmãs, cinco padres e um foguista.

## Ordenações episcopais
Dom Luís presidiu à celebração da ordenação episcopal de:
- Dom Juan Sinforiano Bogarín

Foi concelebrante da ordenação episcopal de:
- Dom Pio Gaetano Secondo Stella

## Bibliografía
- Paolo Albera: Mons. Luigi Lasagna: Memorie Biografiche, 1900.
- D. Barberis: Mons. Luigi Lasagna “Vale mecum”. San Benigno Can. 1901.
- Lorenzo Gentile: Missionsbischof Alois Lasagna, Salesianer 1850–1895, übersetzt durch Leo Schlegel, München 1933
- Juan E. Belza: Luis Lasagna, el obispo misionero, 1969